# Dana Plato

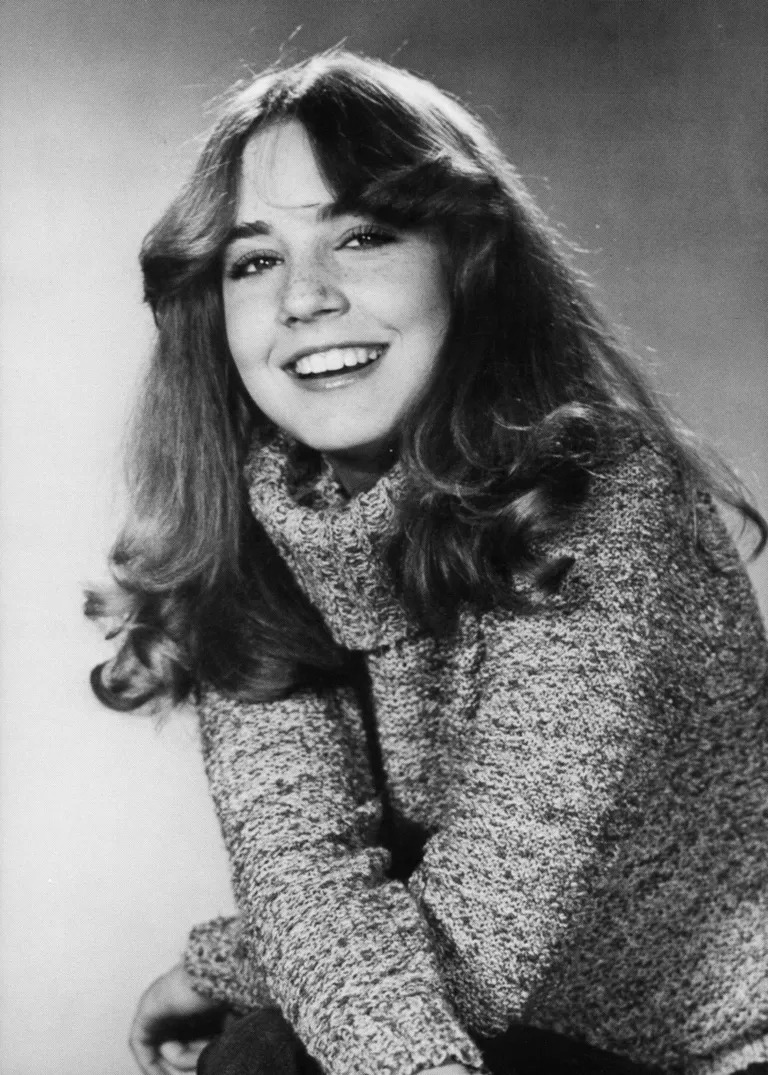
Dana Plato im Jahre 1985

Dana Plato (* 7. November 1964 in Maywood, Kalifornien als Dana Michelle Strain; † 8. Mai 1999 in Moore, Oklahoma) war eine US-amerikanische Filmschauspielerin.

## Leben

### Kindheit und Jugend
Dana Strain wurde als uneheliche Tochter von Linda Strain, einer erst 16-jährigen jungen Frau, geboren, die sich nicht genug um das Kind kümmern konnte. Sie gab daher Dana zur Adoption frei, die im Juni 1965 von Dean und Florine Plato an Kindes statt angenommen wurde. Dana Plato wuchs danach in Los Angeles heran.

### Werdegang
Plato wusste bereits früh, dass sie Schauspielerin werden wollte. Ihren ersten Traum, professionelle Eiskunstläuferin zu werden, musste sie auf Grund von Gesundheitsproblemen schnell aufgeben. Als Kind stand sie in über 100 Werbespots vor der Kamera. Ihr Filmdebüt feierte die 11-Jährige 1975 in einer Episode der Fernsehserie Der Sechs-Millionen-Dollar-Mann. Im selben Jahr stand sie im Fernsehfilm Beyond the Bermuda Triangle vor der Kamera. 1977 bewarb sie sich um die Rolle der Prinzessin Leia in Krieg der Sterne, jedoch erfolglos. 1978 bekam sie eine der Hauptrollen in der Sitcom Noch Fragen Arnold?, für die sie für zwei Young Artist Awards nominiert wurde. Insgesamt stand sie in rund acht Jahren in 142 Episoden vor der Kamera.
Im April 1984 heiratete sie ihren langjährigen Freund, den Rockmusiker Lanny Lambert. Als sie publik machte, dass sie schwanger war, nahmen dies die Produzenten von Noch Fragen Arnold? zum Anlass, ihr zu kündigen. Eine Schwangerschaft wäre für die Rolle der Kimberley Drummond nicht förderlich, so die Begründung. Am 2. Juli 1984 wurde ihr Sohn geboren.

### Sozialer Abstieg
Das Ausscheiden aus der Serie bedeutete für Dana Plato den Wendepunkt in ihrem Leben. Anfang 1988 starben innerhalb von nur zwei Wochen ihre Adoptiveltern; im März 1990 gab sie die Scheidung von ihrem Ehemann bekannt. Da sie zu diesem Zeitpunkt nicht über ein geregeltes Einkommen verfügte, wurde das Sorgerecht ihres Sohnes ihrem Mann zugesprochen. Ebenfalls ausschlaggebend für die Entscheidung des Richters, Tyler in die Obhut seines Vaters zu geben, war die fünfseitige Bilderserie, die Dana Plato von sich in der Juniausgabe des Jahres 1989 im Playboy anfertigen ließ.
1991 ließ sich Plato in Las Vegas, Nevada nieder. Sie hatte ein Alkoholproblem und konsumierte auch andere Drogen. Sie schlug sich mit Gelegenheitsjobs durch. Im selben Jahr verübte sie einen bewaffneten Raubüberfall auf eine Videothek in Las Vegas und erbeutete 200 Dollar; bei der kurz darauf erfolgten Verhaftung entpuppte sich ihre Waffe als Luftgewehr. Der Entertainer Wayne Newton bezahlte die Kaution in der Höhe von 13.000 Dollar; im anschließenden Prozess wurde Dana Plato zu einer fünfjährigen Bewährungsstrafe verurteilt. Im Januar 1992 wurde sie wegen der Verletzung von Bewährungsauflagen erneut verhaftet, da sie Diazepam konsumiert hatte. Nach 30 Tagen im Gefängnis wurde sie entlassen und in ein Drogenentzugsprogramm aufgenommen.
Mitte der 1990er Jahre gelang es Plato zwar noch Filmangebote zu bekommen, allerdings nur noch Auftritte in sogenannten B-Movies. 1998 stand sie im Erotikfilm Different Strokes vor der Kamera; ein Film, der vorrangig für ein lesbisches Publikum gedacht ist. In einem Interview mit der Autorin Diane Anderson-Minshall outete sich Plato zunächst als lesbisch, bestritt dieses jedoch später. Ein Indiz dafür, dass Plato nicht lesbisch war, war die Bekanntgabe der Verlobung mit Robert Menchaca, einem 28-jährigen Musiker, mit dem Plato in einem Wohnmobil im Santa Rosa County, Florida lebte.

### Tod
Zu Muttertag des Jahres 1999 und einen Tag nach einem Auftritt in der Howard Stern Show befanden sich Plato und Menchaca zu Gast bei der Mutter des Musikers in Moore (Oklahoma), wo Plato eine Überdosis Carisoprodol gepaart mit Vicodin zu sich nahm. Sie starb daran im Alter von 34 Jahren. Der Gerichtsmediziner wertete ihren Tod als Suizid, einige Freunde widersprachen diesem allerdings und hielten ihren Tod für einen Unfall.
Am 6. Mai 2010, fast genau elf Jahre nach dem Tod seiner Mutter, beging Tyler Lambert im Alter von 25 Jahren Suizid, indem er sich mit einer Waffe in den Kopf schoss. Wie seine Mutter hatte auch er als junger Erwachsener Probleme mit Alkohol und anderen Drogen.

## Filmografie
- 1975: Der Sechs-Millionen-Dollar-Mann (The Six Million Dollar Man, Fernsehserie, eine Folge)
- 1975: Vermißt im Bermuda-Dreieck (Beyond the Bermuda Triangle, Fernsehfilm)
- 1976–1980: Eine amerikanische Familie (Family, Fernsehserie, zwei Folgen)
- 1977: Return to Boggy Creek
- 1977: Exorzist II – Der Ketzer (Exorcist II: The Heretic)
- 1978: What Really Happened to the Class of ’65 (Fernsehserie, eine Folge)
- 1978: Das verrückte California-Hotel (California Suite)
- 1978–1986: Noch Fragen Arnold? (Diff’rent Strokes, Fernsehserie, 134 Folgen)
- 1979: The Facts of Life (Fernsehserie, eine Folge)
- 1979: Hello, Larry (Fernsehserie, drei Folgen)
- 1979–1980: CHiPs (Fernsehserie, zwei Folgen)
- 1980: Junge Schicksale (ABC Afterschool Specials, Fernsehserie, eine Folge)
- 1981: A Step in Time (Fernsehfilm)
- 1983: High School U.S.A. (Fernsehfilm)
- 1984: Love Boat (The Love Boat, Fernsehserie, eine Folge)
- 1985: Unser lautes Heim (Growing Pains, Fernsehserie, eine Folge)
- 1989: Prime Suspect
- 1992: Night Trap (VS)
- 1992: The Sounds of Silence
- 1992: Bikini Beach Race
- 1995: Body Instinct (Compelling Evidence)
- 1995: Lethal Cowboy
- 1995: Millenium Day
- 1997: Blade Boxer
- 1997: Hilfe! Mein Hund spricht (Tiger)
- 1998: Different Strokes
- 1998: The Hostage
- 1998: Desperation Boulevard
- 1999: Silent Scream
- 2002: Pacino Is Missing